# Habenaria humilis
Habenaria humilis är en orkidéart som beskrevs av Célestin Alfred Cogniaux. Habenaria humilis ingår i släktet Habenaria och familjen orkidéer. Inga underarter finns listade i Catalogue of Life.